# Amanda Maier-Röntgen
Carolina Amanda Erika Maier-Röntgen, född Maier 20 februari 1853 i Landskrona, Malmöhus län, död 15 juni 1894 i Amsterdam, var en svensk violinist och tonsättare. Hon var Sveriges första kvinnliga utexaminerade musikdirektör.

## Biografi
Amanda Maier föddes 1853 i Landskrona som dotter till konditorn Carl Eduard Maier och Elisabeth Sjöbäck. Hennes musikbegåvning upptäcktes tidigt och den första undervisningen på violin och piano gavs av fadern, som avlade musikdirektörsexamen 1852 och gav musiklektioner i den egna fastigheten f.d. Westerströmska gården i Landskrona. Han översatte också "Aloys Hennes piano-skola för hemmet" till svenska.
Vid 16 års ålder åkte Amanda Maier till Stockholm, där hon började studera vid Kungliga Musikkonservatoriet. Förutom huvudinstrumentet violin studerade hon även orgel, piano, cello, kompositions- och harmonilära. 1872 utexaminerades hon som den första svenska kvinnan med titeln musikdirektör.
Maier gav konserter som violinist i både Sverige och utomlands. 1873 fortsatte hon studierna som privatelev till konservatorielärarna Carl Reinecke och Ernst Richter (komposition) i Leipzig och violin för Engelbert Röntgen, konsertmästare vid Gewandthausorchester i samma stad. Under denna tid komponerade hon en bland annat sin violinsonat, en pianotrio och en violinkonsert som uruppfördes 1875 med henne själv som solist.
I Leipzig träffade hon den tysk-nederländske pianisten och tonsättaren Julius Röntgen, sin lärares son. De förlovade sig inofficiellt 1876 och officiellt 1879. Under denna period genomförde Amanda Maier också flera omfattande turnéer, främst i Norden. Paret gifte sig i Landskrona 1880 och flyttade sedan till Amsterdam, där maken hade fått anställning. I samband med giftermålet upphörde Maiers offentliga framträdanden men paret ordnade med musikaliska salonger och musicerande med gräddan av Europas musikliv såsom Edvard Grieg, Anton Rubinstein, Joseph Joachim och Johannes Brahms.
År 1887 insjuknade Maier i lungsäcksinflammation och dog senare i sitt hem 1894. Den sista kompositionen blev en klaverkvartett på resa till Norge 1891, då de hälsade på gode vännen Edvard Grieg.
Samtliga kända verk av Amanda Maier är utgivna på totalt fyra CD av det svenska skivbolaget dB Productions. Violinkonserten finns inspelad två gånger på dB Productions: 2016 med Maytan/HSO/Stoehr, och 2022 med Zilliacus/Västerås Sinfonietta/Poska.
Maier fick en minnessten på Landskronas Walk of Fame år 2016.

## Musikverk
- St. Nicholas-Schwank, tio stycken för diverse sättningar (tillsammans med Julius Röntgen) (1880)

### Orkesterverk
- Violinkonsert i d-moll (1875)

### Violin och piano
- Violinsonat i h-moll (1873).[5]

- Sex stycken. Tillägnad konsertmästare Engelbert Röntgen och hans fru. Utgiven 1879 på Breitkopf & Härtel, Leipzig.[6]

- Svenska visor och danser, komponerad tillsammans med Julius Röntgen. Utgiven 1882 på Breitkopf & Härtel, Leipzig. Tillägnad Frans Coenen.[7]

1. Moderato ed espressivo
2. Allegro non troppo
3. Andante
4. Allegro non troppo
5. Andante
6. Allegro

- Tre stycken för violin & piano, manuskript (1878)

### Kammarmusik
- Stråkkvartett i A-dur
- Pianokvartett i e-moll, komponerad julen 1891.
- Pianotrio i Ess-dur (1873)

### Piano
- Preludier, komponerade 1869.

1. Preludium i F-dur.
2. Preludium i g-moll.
3. Preludium i D-dur.
4. Preludium i G-dur.
5. Preludium i E-dur.
6. Preludium i f-moll.
7. Preludium i e-moll.
8. Preludium i d-moll.
9. Preludium i b-moll.
10. Preludium i C#-moll.
11. Preludium i Bb-dur.
12. Preludium i Ab-dur.
13. Preludium i B-dur.
14. Preludium i G#-dur.
15. Preludium i C-dur.
16. Preludium i a-moll.
17. Preludium i A-dur.
18. Preludium i F#-moll.
19. Preludium i F#-dur.
20. Preludium i D#-moll.
21. Preludium i Eb-dur.
22. Preludium i c-moll.
23. Preludium i D#-dur.
24. Preludium i Bb-moll.
25. Preludium i F-moll.

- Zwiegespräche för piano (Nr 1, 3, 4, 9 & 10 av Amanda Maier, resterande av Julius Röntgen, 1882).[8]

- Klavierstück i c#-moll (1882)

### Sång och piano
- Den sjuka flickans sång för röst och piano till text av Carl David af Wirsén (1878)
- Ungt mod för röst och piano till text av Carl David af Wirsén (1878)
- Aftonklockan för röst och piano till text av Carl David af Wirsén (1878)
- Sången för röst och piano till text av Carl David af Wirsén (1878)